# رصدخانه اخترفیزیک بیوراکان

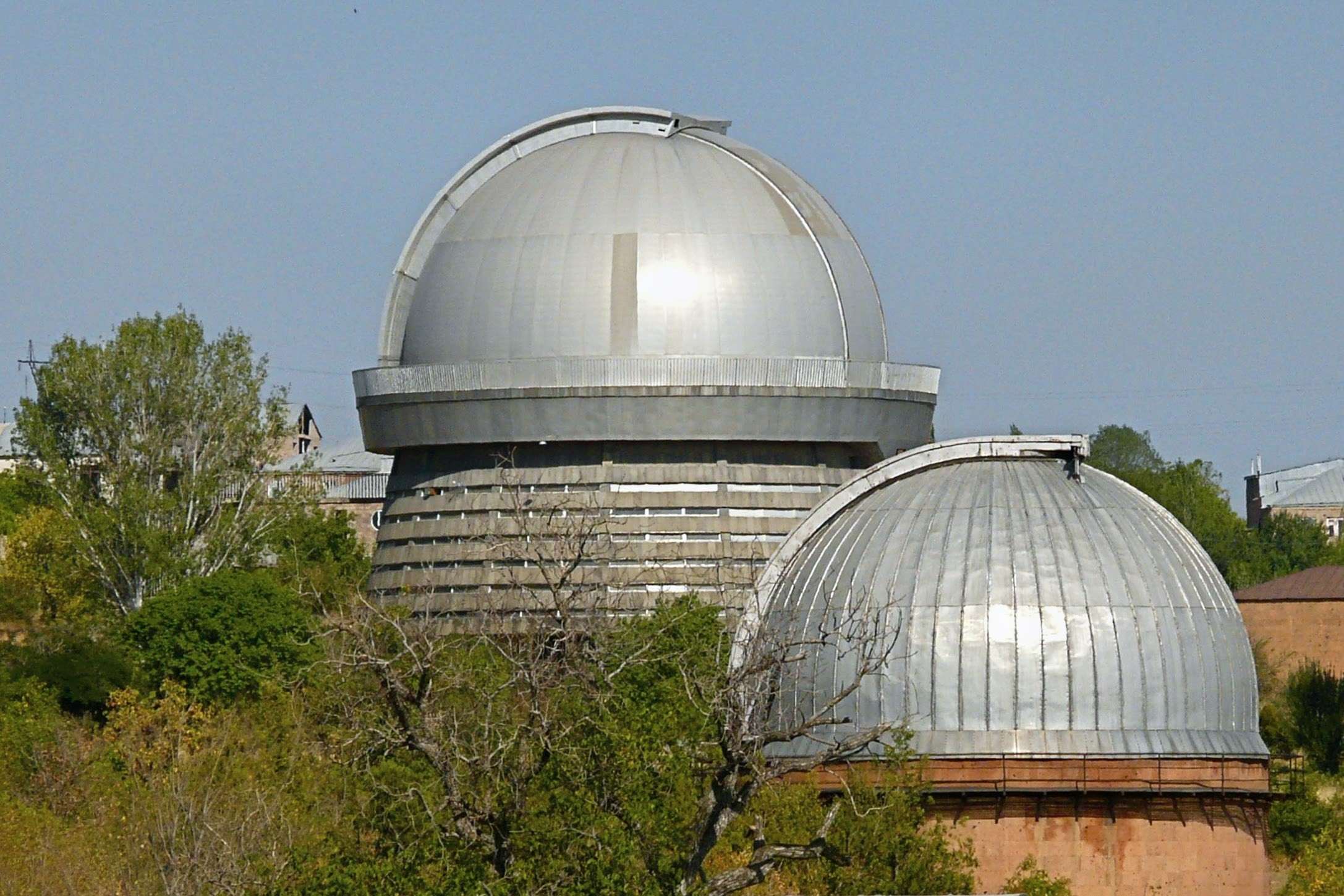

نجوم پیشرفته در ارمنستان از سال ۱۹۴۶ با تأسیس رصدخانه اخترفیزیک بیوراکان (BAO) (به ارمنی: Բյուրականի աստղադիտարան) با تلاش‌های اخترشناس مشهور قرن بیستم، ویکتور هامبارتسومیان آغاز شد.
این رصدخانه در یکی از ارتفاعات ۱۵۰۰ متری کوه‌های آراگاتس در ۴۰ کیلومتری شمال شهر ایروان بنا شده‌است. در حقیقت این رصدخانه بخشی از مؤسسه علوم ارمنستان استکه بنیانگذار آن نیز هامبارتسومیان بوده‌است. پیش از تجزیه اتحاد شوروی این رصدخانه یکی از مهم‌ترین مراکز نجومی مهم در دنیا به حساب می‌آمد اما پس از آن با ایجاد تغییرات اقتصادی، منجمان ارمنی نیز همانند سایر دانشمندان ارمنستان گرفتار شرایط بسیار دشوار شدند تا آنجا که حتی بسیاری از آن‌ها مجبور به ترک ارمنستان شدند و برخی نیز برای همیشه از تحقیق و دانش امروزی به دور افتادند با وجود این پس از مدتی دوباره فعالیت‌های این رصدخانه که دارای ۷۰ محقق است BAO از سر گرفته شد. در حال حاضر که ۱۱ نفر از آن‌ها دکتری در رشته‌های مختلف علوم پایه و ۳۸ نفر دانشجوی دکتری هستند. همچنین سه گروه اصلی علمی و ۲۱ گروه کوچکتر شامل محققان در این مرکز مشغول به کار هستند. منجمان رصدخانه بیوراکان بادانشمندان کشورهای دیگر مانند فرانسه، آلمان، ایتالیا، انگلیس، اسپانیا، روسیه، آمریکا، چین، ژاپن و … در طرح‌های مختلف بین‌المللی همکاری دارند.
رصدخانه اخترفیزیک بیوراکان (BAO) به دلیل برگزاری برخی نشست‌های مهم نجومی، در بین منجمان بسیار شناخته شده‌است. از جمله برگزاری بیست و نهمین همایش سالانه اتحادیه بین‌المللی اخترشناسی (IAU) در سال ۱۹۶۶، برگزاری صد و سی و هفتمین دوره سالانه بررسی ستاره‌های کم نور در خوشه‌های ستاره‌ای (جستجوی هوش فرازمینی (SETI) و برگزاری نخستین همایش طرح بزرگ هوشمندان برون زمینی در سال ۱۹۷۱.
در این رصدخانه نه چندان بزرگ ارتفاعات آراگاتس، با وجود یک تلسکوپ کاسگرین ۲٫۶ متری، یک تلسکوپ اشمیت ۵۰ سانتی‌متری و ۱ متری (که در سال ۱۹۶۰ افتتاح شده‌است) و همچنین چند تلسکوپ ۴۰ تا ۶۰ سانتیمتری (PDSMicrodensitometer) و یک ریزچگالی سنج تابش اکتشافات مهم بسیاری صورت گرفته‌است. حتی برخی از این کشفیات جرقه‌ای برای ادامه راهی نو در نجوم بوده‌است؛ مانند کشف جمع‌های ستاره‌ای، کشف بیش از ۱۰۰۰ ستاره کم نور و ده‌ها ابر نواختر و تعدادی اختروش (کوازار). همچنین کشف و بررسی کهکشان‌هایی که هسته بسیار درخشانی دارند و بازوهای مارپیچی آن‌ها نیز بسیار بارز است.
طیف نگاری سحابی‌ها، سنجش و بررسی کهکشان‌های مارکاریان دسته‌ای خاص از کهکشان‌ها که سرچشمه‌های بسیارقوی در تابش‌های فرابنفش هستند (بنجامین مارکاریان آن‌ها را در دهه ۱۹۷۰ میلادی کشف و طبقه‌بندی کرد)، جستجو برای کشف سرچشمه‌های امواج رادیویی و پرتو ایکس، کیهان‌شناسی تجربی کار روی نظریه انقباض کیهانی و به ویژه بررسی پدیده ناپایداری کیهان از دیگر فعالیت‌های این رصدخانه بوده‌است.
در حقیقت رصدخانه بیوراکان دستاوردهای مهم علمی و پژوهشی خود را مدیون دو دانشمند سرشناس، ویکتور هامبارتسومیان، و بنجامین مارکاریان می‌دانند.

## دربارهٔ بانی رصدخانه
ویکتور هامبارتسومیان در گرجستان به دنیا آمد و از دانشگاه لنینگراد فارغ‌التحصیل شد. او بنیانگذار دانشگاه ایروان و آکادمی علوم ارمنستان بوده‌است که بین سال‌های ۱۹۴۸ تا ۱۹۵۵ معاون و در سال‌های ۱۹۶۱ تا ۱۹۶۴ رئیس اتحادیه بین‌المللی اخترشناسی (IAU) بوده‌است. در زمان مدیریت هامبارتسومیان در رصدخانه بیوراکان ارمنستان، موضوع بررسی خوشه‌های جوان ستاره‌ای و اندازه‌گیری میزان جرم خروجی از نواخترها بسیار پا گرفت.
عمده فعالیت این دانشمند بزرگ روی کهکشان‌های رادیویی و کهکشان‌هایی که هسته فعال دارند. متمرکز بود. او عضو افتخاری ۲۸ انجمن وجامعه علمی بود و جایزه‌های بسیاری به پاس فعالیت‌هایش در اختر فیزیک دریافت کرد. اما بنجامین مارکاریان عشق بسیارش به نجوم در دوران مدرسه سرانجام موجب شد وارد مرکز فیزیک و ریاضی ایروان شود. سپس در جستجوی مکان مناسب برای احداث رصدخانه بیوراکان شد. در سال ۱۹۵۳ به آرزوی دیرین خود رسید و به ریاست رصدخانه بیوراکان انتخاب شد. او بیشتر فعالیت خود را برای یافتن کهکشان‌هایی متمرکز کرد که منابع بسیار عظیمی از امواج فرابنفش بودند و سرانجام او موفق به طبقه‌بندی آن‌ها شد. توجه مارکاریان به این نوع خاص از کهکشان‌ها سبب شد تا تفکر بررسی کهکشان‌های کم نور در بین منجمان شکل بگیرد و تلسکوپ‌های بزرگی در سراسر دنیا برای مدت‌های طولانی به بررسی جزئیات این نوع کهکشان‌ها اختصاص پیدا کنند. مارکاریان بیش از ۱۰۰ اثر منتشرشده از تحقیقات و مطالعات و اکتشافاتش دارد. یکی از نتایج مهم کارهای او به صورت بایگانی بزرگی از عکس‌های نجومی درآمده که شامل ۲۶۵۰ حلقه فیلم است. این بایگانی شامل ۲۰٬۰۰۰٬۰۰۰ نتیجه طیف نگاری و سنجش و محاسبه اجرام نیمکره آسمان است.